# قلعة نيسبيت
قلعة نيسبت (بالإنجليزية: Nesbitt Castle)‏ أو قلعة هولدنغارد (بالإنجليزية: Holdengarde Castle)‏ سابقًا، هي قلعة مبنية على الطراز القوطي من القرن العشرين بالقرب من بولاوايو، زيمبابوي. بُني من قبل رجل الأعمال ثيودور هولدينغارد في عشرينيات القرن الماضي.

## البناء
عند وصول ثيودور ألبرت إدوارد هولدينغارد إلى روديسيا الجنوبية بين عامي 1908 و1910، اشترى 100 فدان من الأراضي خارج بولاوايو وقام ببناء القلعة على مدى فترة من الزمن.
بعد وفاة هولدينغارد في عام 1947، وزوجته في عام 1967، أضحت القلعة في حالة سيئة قبل أن يتملكها ابنهما، بول، الذي كان طيارًا سابقًا في الحرب العالمية الثانية ، حيث قام بتجديد المبنى. ومع ذلك، فقد أدى تدهور الصحته إلى عدم قدرته على الحفاظ على القلعة وحمايتها من واضعي اليد ومشعلي الحرائق، الذين أحرقوا القلعة في عام 1974.

## الاستخدام الحالي
قبل وفاة بول بفترة وجيزة في عام 1988، باع القلعة لرجل الأعمال تشيريدزي ديجبي نيسبيت، الذي قاد عملية تجديد القلعة. أعيد افتتاح المبنى في عام 1990 كفندق فاخر. حتى أُغلق في فبراير2017 من أجل ترميمه.

## في الأفلام
اُستخدم الفندق كموقع تصوير لفيلم ذا باور أوف ون عام 1992 من إخراج جون جي أفيلدسن، وتمثيل ستيفن دورف، جون جيلجود، مورغان فريمان، أرمين مولر ستال، ودانيال كريج.